# Estádio Antônio Carlos Magalhães (Barra)
O Estádio Antônio Carlos Magalhães localiza-se no município de Barra e possui capacidade para 4 200 espectadores.[carece de fontes?]